# 76e division de fusiliers de montagne
Pour les articles homonymes, voir 76e division.
La 76e division de fusiliers de montagne est une unité militaire de l'Armée rouge. Créée en république socialiste soviétique d'Arménie en 1922, elle combat au début de la Seconde Guerre mondiale et devient en 1942 une unité de la Garde soviétique, la 51e division de fusiliers de la Garde.

## Historique
La 76e division arménienne de fusiliers est créée le 5 septembre 1922 à partir de la brigade arménienne, unité qui regroupait les forces de l'Armée rouge arménienne depuis novembre 1921. La division est rattachée à l'armée du Caucase (qui prend le nom en mai 1935 de district militaire transcaucasien). En 1931, la division est transformée en division de fusiliers de montagne.
Elle est nommée en l'honneur de Kliment Iefremovitch Vorochilov par décret du Præsidium du comité exécutif central de l'URSS du 2 décembre 1935. Par arrêté du 21 mai 1936, elle reçoit l'ordre du Drapeau rouge. Par ordre du 16 juillet 1940, elle perd la dénomination « arménienne ».
Après l'attaque allemande de l'opération Barbarossa, la division quitte en juillet 1941 le commandement du district militaire transcaucasien et passe sous celui de la 47e armée, au sein de laquelle elle participe à l'invasion anglo-soviétique de l'Iran. Passée à la 38e armée, la division participe à la première bataille de Kharkov en octobre puis à la contre-offensive victorieuse de Rostov en novembre 1941. Elle est renommée 76e division de fusiliers le 9 décembre 1941.
Elle passe en février 1942 à la 21e armée et participe à la seconde bataille de Kharkov, contre-attaque soviétique qui se termine en désastre. Après le déclenchement de l'offensive allemande Fall Blau, la division doit retraiter de la région de la Donets jusqu'au Don près de Stalingrad. La division est engagée avec succès en novembre dans l'opération soviétique Uranus et devient une unité de la Garde le 23 novembre 1942.